# Mira Craig

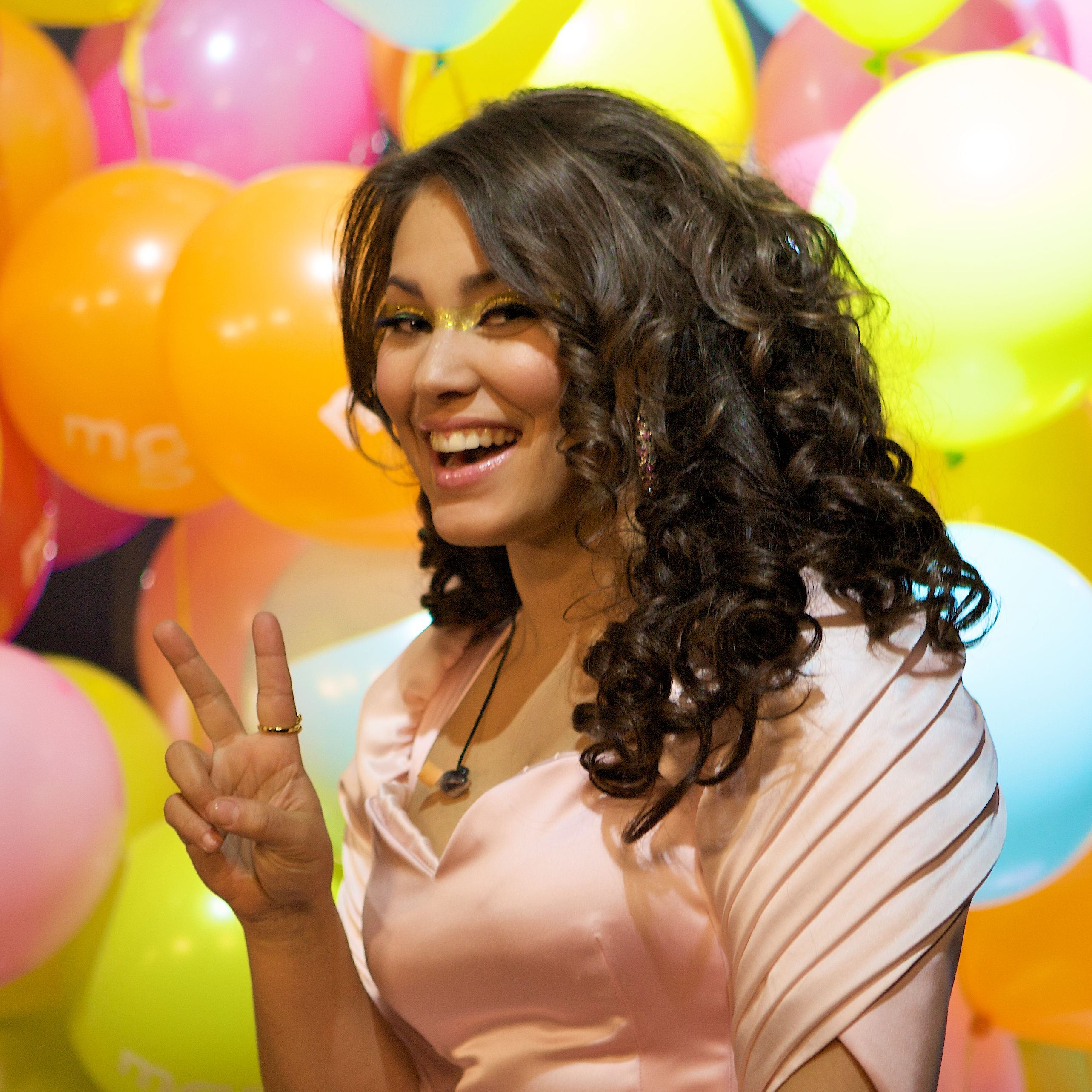
Mira Craig

Mira Sherdin Craig (* 31. Juli 1982 in Oslo) ist eine norwegisch-US-amerikanische Sängerin.

## Biografie
Als Mira Craig zwölf Jahre alt war, trat sie bei der norwegischen TV-Show Midt i Smørøyet mit dem Lied I Wanna Dance With Somebody von Whitney Houston auf. Mit 15 Jahren schrieb sie ihre ersten Songs und trat zwei Jahre später zum ersten Mal bei einem Konzert von Noora Noor als Hintergrundsängerin auf.
Im Jahr 2000 sorgte sie bei Quartfestivalen, einem norwegischen Festival, für Schlagzeilen, als sie von Wyclef Jean auf die Bühne geholt wurde. 2005 weckte Mira bei demselben Festival das Interesse des amerikanischen Rapstars Snoop Dogg, der eines ihrer Lieder auf dem Album Welcome to tha Chuuch: Da Album veröffentlichte. Im Jahr 2006 gewann sie bei der norwegischen Award-Show Award-prisen den Newcomerpreis. Craig schrieb den norwegischen Beitrag für den Eurovision Song Contest 2008 (Hold On Be Strong), der beim Wettbewerb von Maria Haukaas Storeng interpretiert wurde.
2022 nahm Craig an der norwegischen Vorentscheidung zum Eurovision Song Contest 2022, dem Melodi Grand Prix 2022, teil. Sie schied mit ihrem Lied We still here allerdings bereits im Halbfinale aus.

## Diskografie

### Alben
- 2006: Mira Mira (NO: Platin)[1]
- 2007: Tribal Dreams (NO: Platin)
- 2009: Ghetto Fairytale

### Singles (Auswahl)
- 2006: Boogeyman
- 2006: Headhunted
- 2007: Leo
- 2022: We Still Here